# Souhila Abdelkader
Souhila Abdelkader (sinh ngày 21 tháng 4 năm 1978) là một thủ môn bóng ném của đội tuyển Algérie. Cô chơi cho câu lạc bộ GS Pétroliers, và trong đội tuyển quốc gia Algérie. Cô thi đấu tại Giải vô địch bóng ném nữ thế giới 2013 ở Serbia, nơi Algérie xếp thứ 22.